# Rasmus Thude
Rasmus Thude Viborg Pedersen (født 26. marts 1989 i Aarhus) er en dansk sanger og sangskriver. Han deltog i 2010 i det danske X Factor. I januar 2011 blev hans sang LLL (Love, Liqour, Lick It) forvekslet med den amerikanske sanger, Justin Timberlake. Sangen var blevet omdøbt "Take You Down" og fik så godt fat i internettet, at repræsentanter for Justin Timberlake til sidst måtte ud og afkræfte historien. Rasmus Thude startede i 2014 på DTU (Danmarks Tekniske Universitet) og stiftede i 2015 app-virksomheden Ta' det, hvor han i dag er administrerende direktør.

## Musik
Den 6. juni 2011 udsendte han sin først single, "Til månen & tilbage", der toppede som nummer 16 på den danske singlehitliste. Hans anden single, "Gider dig ikke mer'" nåede en 19. plads på singlehitlisten, men formåede at opnå en 8. plads på den danske streaminghitliste, samt at gå platin for over 1,8 millioner streams. Hans tredje single "Fest med de bedst" (featuring Niklas) fik ingen placeringer, men opnåede guld-certificering for over 900.000 streams..
Rasmus Thude skrev i 2011 under med Instant Major Management og fik samme år sin første pladekontrakt med Sony Music. Han blev udnævnt af Gaffa til "De bliver store i 2012" og udgav sin debut EP Seks hjerter i november 2012 på Sony Music.

## Privat
Rasmus Thude er født i Aarhus og opvokset i Randers i en søskendeflok på fire. Han har siden 2011 været bosat i København.[kilde mangler]

## Diskografi

### EP'er
- Seks hjerter (2012)

### Singler
| År                                                               | Titel                                  | Højeste placering | Højeste placering | Certificering        | Album        |
| År                                                               | Titel                                  | Download          | Streaming         | Certificering        | Album        |
| ---------------------------------------------------------------- | -------------------------------------- | ----------------- | ----------------- | -------------------- | ------------ |
| 2011                                                             | "Til månen & tilbage"                  | 16                | —                 |                      | Seks hjerter |
| 2012                                                             | "Gider dig ikke mer'"                  | 19                | 8                 | - Platin (streaming) | Seks hjerter |
| 2012                                                             | "Fest med de bedst" (featuring Niklas) | —                 | —                 | - Guld (streaming)   | Seks hjerter |
| 2013                                                             | "Elsk mig igen"                        | —                 | —                 |                      | Seks hjerter |
| 2014                                                             | "Frøken Ligeglad"                      | —                 | —                 |                      | —            |
| 2014                                                             | "Sten Mod Dit Vindue"                  | —                 | —                 |                      | —            |
| 2014                                                             | "Wall Of Fame"                         | —                 | —                 |                      | —            |
| 2014                                                             | "Gentleman"                            | —                 | —                 |                      | —            |
| 2018                                                             | "Riddles"                              | —                 | —                 |                      | —            |
| "—" markerer en udgivelse der ikke opnåede en hitlisteplacering. |                                        |                   |                   |                      |              |

- "Til månen & tilbage" udkom også i en remix-udgave med Young og James Kayn.

### Gæsteoptrædener
| År   | Titel                                          | Album               |
| ---- | ---------------------------------------------- | ------------------- |
| 2012 | "Natteblind" (Joey Moe featuring Rasmus Thude) | Midnat              |
| 2013 | "Ivrig" (Young featuring Rasmus Thude)         | Picasso med en afro |
| 2013 | "10 shots" (#Hype featuring Rasmus Thude)      | ikke-album single   |